# Fernando de Castro y Pajares
Fernando de Castro Pajares (Sahagún, Lleó, 30 de maig de 1814 - Madrid, 5 de maig de 1874) va ser un docent i pedagog del segle xix, prevere, Doctor en Teologia, filòsof cristià, catedràtic de la Facultat de Filosofia, catedràtic d'Història de la Universitat Central de Madrid i el seu rector des de 1868 fins a 1870. També fou vicerector del seminari de Lleó, Capellà d'honor de la Reina, Acadèmic de la Història, Senador, Cavaller de la Reial Orde de Carlos III, fundador i president de diverses institucions, com les dedicades als pobres, a l'abolició de l'esclavitud i de l'Associació per a l'Ensenyament de la Dona.

## Biografia i carrera
Era fill de Manuel de Castro (oriünd de Valduvieco) i Alfonsa Pajares (oriünda de Sahagún), i fou el menor d'onze germans, dels quals van sobreviure quatre, Rafael, José, Domingo i Fernando. La seva mare va morir en 1827, Manuel de Castro es va casar llavors amb Petra León i va morir el 28 de març de 1828, quedant orfe amb 12 anys. En la Càtedra de Gramàtica de Grajal, dirigida pels Franciscans Alcantarins, va conèixer a fons l'Orde franciscà. El germà que el va recollir a la mort de la seva mare fou José, veí de Grajal. Domingo (Benito) es trobava com novici a Celorio i Rafael mancava d'entitat econòmica i d'acolliment, en haver-se casat dues vegades.
Va ingressar com a novici el 6 de maig de 1829 al Convent de Franciscans Descalços de San Diego de Valladolid (Gilitos). En 1835-1836, les desamortitzacions i ex-claustracions dels ordes religiosos decretades per Mendizábal, sota el Ministeri de Toreno, van provocar la seva entrada al Seminari Conciliar de San Froilán de León, on començà a estudiar teologia, estudis que culminà en 1846 per la Universitat Central.
En el Seminari de San Froilán, el 15 de maig de 1837 va ser ordenat diaca i abans de ser sacerdot és nomenat professor de Filosofia 1837-1840. Ja prevere, és membre vocal de la Comissió Artística de la ciutat de León (1838), vice-rector del seminari, secretari de la Junta artística de la província i fFundador de la Biblioteca Provincial amb els llibres dels convents suprimits. Secretari de la Societat Econòmica d'Amics del País de Lleó (1839) i professor substitut de Teologia Moral i Pastoral en 1840-1844 al mateix temps que és comissionat per traslladar del palau episcopal un lot de llibres dels convents suprimits a la Biblioteca Provincial, ordenant-los i catalogant-los.
Al novembre (1841), juntament amb Patricio de Azcárate, figura com a comptador dels convents suprimits, al desembre és nomenat membre de la comissió provincial per a la venda de quadres i pintures "que no han de figurar en el museu provincial". En juny (1843) és secretari de la Comissió central de monuments històrics i artístics de Lleó.
Al setembre de 1844 es va traslladar a Madrid i el 18 d'octubre de 1845 el ministeri de Foment o Educació presidit per Gil de Zárate, el nomena professor substitut, en comissió, de Mitologia i Principis d'Història General en la Facultat de Filosofia i Lletres de la Universitat Central, on obté en (1846) els títols de Batxiller, Llicenciat i Doctor en Teologia. En 1847 obté per oposició la càtedra d'elements d'Història General i d'Espanya de l'Institut San Isidro de Madrid i en 1850 fou nomenat capellà d'honor de la reina Isabel II d'Espanya fins a la seva dimissió el 2 de novembre de 1861. En octubre de 1853 entra en contacte amb Sanz del Río i la seva filosofia krausista.
Entre 1857-1858 fou comissionat pel Govern per viatjar i estudiar els sistemes educatius Europeus visitant els principals col·legis d'Interns de França, Suïssa i Alemanya. Participa en la fundació de la Societat Antropològica Espanyola (1864). En (1865) entra a formar part de l'Associació d'Amics dels Pobres. El 7 de gener de 1866 ingressa en la Reial Acadèmia de la Història.
El 31 de maig 1867 fou expedientat juntament amb Lázaro Bardón Gómez, Manuel María José de Galdo i Nicolás Salmerón i el 9 de març de 1868 fou separat de la seva càtedra, que va recuperar per una resolució de la Junta Provisional Revolucionària de Madrid el 30 de setembre del mateix any. L'u de novembre de 1868 fou nomenat rector de la Universitat Central de Madrid, càrrec que detingué fins a la seva dimissió el 21 de novembre 1870.
Entre 1869 i 1874 va presidir la Societat Abolicionista Espanyola i va ser senador electe per Lleó en les legislatures 1871-1872 i 1872-1873. Va morir de pneumònia a la seva casa del carrer Leganitos, 33 el 5 de maig de 1874. Fou enterrat l'endemà al Cementiri Civil de Madrid junt a Julián Sanz del Río.